# 倉嶋厚
倉嶋 厚（くらしま あつし、1924年1月25日 - 2017年8月3日）は、日本の気象エッセイスト、気象学者。理学博士（東京教育大学（現・筑波大学））。かつてテレビで気象キャスターとして活躍した。

## 来歴・人物
長野県長野市生まれ。父は仏教関係の新聞を出版していた倉島元弥。兄は長野市長を務めた倉島至。
旧制・長野縣長野中學校（現・長野県長野高等学校）を経て、中央気象台付属気象技術官養成所研究科（現・気象大学校）を卒業後、1949年に気象庁入庁。気象庁主任予報官、札幌管区気象台予報課長、鹿児島地方気象台長を歴任。
1984年気象庁を定年退職。業務で付き合いがあったNHKに招聘され外部解説委員となり、『ニュースセンター9時』『にっぽん列島ただいま6時』『NHKおはようサンデー』『NHKモーニングワイドサンデー』で気象情報、気象キャスターを担当。一方でリポーターとして『NHKニュースおはよう日本』のコーナー“倉嶋厚の季節の旅人”を担当。素朴な語り口で一躍人気お天気キャスターとなった。
妻の死を切っ掛けに鬱病を発症し自殺することを考えたが、お手伝いさんの助けで入院治療し快復。高齢となったこともあり以後テレビからは遠ざかる。2002年、自らの鬱病体験を綴った『やまない雨はない 妻の死、うつ病、それから…』を執筆し出版。その後、講演会活動の他、気象に関するエッセイの執筆を行っていた。『やまない雨はない 妻の死、うつ病、それから…』はテレビ朝日によりドラマ化され、内田朝陽→渡瀬恒彦主演で2010年3月6日に放送された。
なお、気象予報士が制度化されたのは倉嶋が気象庁を定年退職してからかなり経った1994年であり、また倉嶋自身は官吏として気象業務に携わってきたため、その資格によりフリーの気象キャスターとして活動しており予報業務には携わっていない。このため、倉嶋は気象予報士ではなく、公式サイトでも自らの身分を「気象キャスター・理学博士」としていた。
1968年に博士論文「動的概念に基づく東アジアの冬と夏の季節風に関する研究」で東京教育大学（現・筑波大学）より理学博士の学位を取得している。
2015年に腎盂癌が見つかり、2017年8月3日に埼玉県川口市内の病院で逝去。93歳没。

## 主な受賞歴
- 気象協会岡田賞（1986年）
- 第35回運輸省大臣交通文化賞（1988年）
- 第1回国際気象フェスティバルベストデザイン賞（1991年、フランス）
- 日本放送協会放送文化賞（1996年）
- 勲三等瑞宝章受勲（1996年）
- 日本気象学会藤原賞（2005年）

## 著作
- 『日本の気候』（古今書院、グローバル・シリーズ） 1966　NDLJP:2429281
- 『風のたより お茶の間歳時記』（文化出版局） 1972、のち改題『お天気博士の風のたより』（河出文庫）
- 『モンスーン : 季節をはこぶ風』（河出書房新社、科学選書） 1972 NDLJP:9668839
- 『続・お茶の間歳時記』（文化出版局） 1975、のち改題『お天気博士の晴雨手帖』（河出文庫）
- 『天気のふしぎ 春・夏・秋・冬』（講談社の幼年文庫） 1977
- 『お天気かんさつ入門』（小学館入門百科シリーズ） 1978
- 『季節と日本列島』（ラボ国際交流センター、ラボ土曜講座） 1978
- 『季節ノート お天気歳時記』（東海大学出版会、東海科学選書） 1980、のち改題『お天気博士の季節の旅人』(広済堂文庫）
- 『かごしまお天気物語』（南日本新聞社） 1984 NDLJP:9585538
- 『暮らしの気象学』(草思社） 1984 NDLJP:9585334
- 『お天気博士の気象ノート』（講談社文庫） 1985
- 『お天気博士の四季暦 風と光と花の記』（文化出版局） 1985、のち改題『お天気博士の春夏秋冬』（三笠書房、知的生きかた文庫）
- 『季節の旅人 : 風のたより雲のふみ』(広済堂出版） 1985 NDLJP:9585373
- 『光と風の季節誌』（講談社） 1986
- 『お天気博士の四季だより』（講談社文庫） 1988
- 『人生天気図曇りのち晴れ』（桐原書店） 1988
- 『日本の四季 風のたより雲のふみ』（朝日出版社） 1989
- 『天気のことわざを考える』（教育出版） 1989 - 小学5年国語教科書、説明文の一つ
- 『風の色・四季の色』（丸善） 1990
- 『四季のたより 忘れかけた季をたずねて』（丸善） 1991
- 『お天気衛星 四季をみつめた気象メモ』（丸善） 1992
- 『お天気博士の季節へのラブレター』（日本放送出版協会） 1992
- 『いつか見た空』（鈴木正一郎写真、丸善フォトブック） 1993
- 『季節よもやま事典 倉嶋厚の辞書遊びノート』（東京堂出版） 1994
- 『日和見の事典 倉嶋厚の人文気象学ノート』（東京堂出版） 1994
- 『季節つれづれ事典 倉嶋厚の折々の記』（東京堂出版） 1995
- 『季節みちくさ事典 倉嶋厚の四季のたより』（東京堂出版） 1995
- 『空わたる季 風・雲・光の四季だより』（丸善） 1995
- 『季節おもしろ事典 倉嶋厚の風のたより』（東京堂出版） 1996
- 『お天気歳時記 空の見方と面白さ』（チクマ出版社） 1997年
- 『季節しみじみ事典 倉嶋厚の四季ものがたり』（東京堂出版） 1997
- 『季節ほのぼの事典 倉嶋厚の季節ノート』（東京堂出版） 1998
- 『ちょっと使えるお天気知識』（小学館文庫） 1999年
- 『雨のことば辞典』（講談社） 2000年
- 『季節さわやか事典 倉嶋厚の四季覚え書き』（東京堂出版） 2001
- 『季節の366日話題事典』（東京堂出版） 2002
- 『やまない雨はない 妻の死、うつ病、それから…』（文藝春秋） 2002
  - 『妻の死、うつ病、それから… やまない雨はない』（文春文庫） 2004
- 『癒しの季節ノート』（幻冬舎） 2004
- 『風と光と水のことば 季節の横顔を愉しむ』（細川剛写真、廣済堂出版） 2004
- 『花の季節ノート』（平野隆久写真、幻冬舎） 2006
- 『日本の空をみつめて 気象予報と人生』（岩波書店） 2009
- 倉嶋厚「「迷走台風」雑感」『水利科学』第16巻第4号、水利科学研究所、1972年10月、103-113頁、ISSN 00394858、NAID 40015860291。 - 昭和47年の迷走台風に関して解説

## 共編著
- 『私達の天気予報 新聞天気図の見方』（寺内栄一共著、恒星社厚生閣、楽しい理科教室） 1954
- 『お金もうけ気象学 天候を経営戦略に応用する』（久門郁夫共著、番町書房、ポイント・ブックス） 1963
- 『雨・風・寒暑の話』（和達清夫共著、日本放送出版協会、NHKブックス） 1974
- 『防災担当者のための天気図の読み方』（青木孝共著、東京堂出版） 1976
- 『おもしろ気象学 春・夏編』（編、朝日新聞社） 1985
- 『おもしろ気象学 秋・冬編』（編、朝日新聞社） 1986
- 『雲』（鈴木正一郎共著、小学館、自然観察シリーズ） 1986

## 翻訳
- 『ソ連科学の現状とその指標』（ムスチスラフ・ケルディシュ編、共訳、地人書館） 1966
- 『自然の道しるべ 時と方位のオリエンテーション』（A・E・メニチュコフ、小山譲共訳、総合図書、総合サイエンス・ライブラリー） 1968
- 『からだと天気 生気象学入門』（ヘルマット・E・ランズバーグ、田崎允一共訳、河出書房新社、現代の科学） 1970
- 『目の錯覚 映像時代におけるその積極的役割』（I・D・アルタモーノフ、芹川嘉久子共訳、総合科学出版） 1972
- 『イギリス気象情報』（ディック・ファイル、高橋早苗共訳、河出書房新社） 1994